# Bertrand Cadart
Bertrand Cadart, né le 30 avril 1948 à Amiens, mort le 10 avril 2020 à Caloundra, est un journaliste radio, acteur français. Surnommé le « French mayor », il est connu pour avoir été le premier français maire d'une municipalité Australienne en étant élu, en 2007, au conseil de Glamorgan Spring Bay, en Tasmanie,.

## Biographie

### Acteur
En 1978, sa passion pour les motos l'amène à travailler sur la customisation de dix Kawasaki Z 1000 pour le tournage de Mad Max. George Miller le remarque et lui propose de jouer dans le film le rôle de Clunk, un motard déjanté membre du gang du Chirurgien,.